# Orde de la Bandera Roja del Treball
L'Orde de la Bandera Roja del Treball (Rus: Орден Трудового Красного Знамени; transliterat:Orden Trudovogo Krasnogo Znameni) era un orde de la Unió Soviètica atorgada per les fites en sel servei civil i laboral.
Va ser instituïda per Stalin el 7 de setembre del 1928, com a divisió civil de l'Orde de la Bandera Roja.
Poden rebre-la els ciutadans soviètics; les empreses, associacions, organitzacions i les divisions administratives de l'Estat, i també els ciutadans i organitzacions estrangeres.
Penja a l'esquerra del pit i se situa després de l'Orde de la Bandera Roja.
Va ser atorgada més d'1.224.590 cops.

## Concessió
S'atorga:
- Per les grans fites en el foment de la indústria, l'agricultura, el transport, la construcció i altres branques de l'economia nacional; en l'augment de l'eficiència de la producció pública, per l'augment dels índexs de rendiment al treball, per la millora de la qualitat de la producció, l'elaboració i la introducció a la producció de millors processos tecnològics
- Pels alts resultats aconseguits de manera estable en l'execució de les tasques planificades i les obligacions socialistes
- Pels grans èxits a l'augment de la fertilitat a l'agricultura i la ramaderia
- Pels grans mèrits en el desenvolupament de la ciència i la tècnica, la introducció de noves fites a l'economia nacional, per les invencions i propostes de racionalització tecnològic
- Pels grans mèrits en el reforçament de la capacitat defensiva del país
- Per l'activitat especialment fructífera a la cultura, la literatura i l'art soviètic
- Pels grans mèrits en l'ensenyança i l'educació comunista de la infància, la preparació dels quadres d'alta qualificació al camp de la sanitat pública, el desenvolupament del comerç, l'alimentació pública, l'habitatge, per les fites especials al desenvolupament de la cultura física i l'esport
- Pels mèrits importants al camp de l'activitat pública estatal, al reforçament de l'orde legal i jurídic socialista
- Pels grans mèrits en el desenvolupament econòmic, científic, tècnic i per la col·laboració cultural entre la Unió Soviètica i altres estats.

## Història
S'instituí el 7 de setembre de 1928, i es va confirmar el 15 de desembre. El 7 de maig de 1936 s'aprovaren modificacions als estatuts, que tornaren a modificar-se el 19 de juny de 1943, el 16 de desembre de 1947 i, finalment, el 28 de març de 1980.
Va ser la segona orde soviètica que s'establí (després de l'Orde de la Bandera Roja). El model de 1928 va ser obra del pintor V.K. Kuprijanov, i el de 1935 va ser de l'encunyador de moneda V.V. Golenetskij.
El 28 de desembre de 1920 va ser instituïda com la "Bandera Laboral Roja RSFSR" al VIII Congrés del Soviets Russos, i posteriorment també s'instituí a la resta de les repúbliques, fins al seu establiment generalitzat i la consegüent derogació de les condecoracions locals. Entre les primeres concessions figura la de la fàbrica d'armament Tula el 25 d'abril de 1921, per l'execució del programa de producció de fusells i munició durant l'amenaça de conquesta de l'Exèrcit Blanc. El primer particular que rebé la Bandera Laboral Roja RSFSR va ser el camperol Bihovskogo, de la província de Mentxukov, el 28 de juliol de 1921, per la defensa abnegada del moviment dels gels.
La primera concessió de l'Orde de la Bandera Roja Laboral de l'URSS va ser a la fàbrica Kirov de Leningrad. Els primers individus a rebre-la van ser uns mecànics per la seva participació en l'expedició de salvament del dirigible "Itàlia", que va tenir una avaria al Pol Nord.
Els màxims receptors de l'orde (am 5 condecoracions), van ser la ballarina Tamara Hanum, l'historiador L.F. Ilichev i el físic M.A. Leontocich. Amb 4 condecoracions hi trobem la ballarina Galina Ulanova, l'actriu Natalia Uzhvy o el compositor Meliton Balanchivadze.
El 9 de febrer de 1945 va ser atorgada al 2n Secretari de l'Ambaixada de la Gran Bretanya a l'URSS Sir Arthur Gerbert pel seu extraordinari treball entre les delegacions britànica i soviètica a la Conferència de Teheran.
Entre les empreses que la reberen hi apareixen l'Institut de Mines de Moscou (1969), el Teatre de l'Opereta de Moscou (1977), l'Institut de Carreteres de Moscou (1980), el Teatre Svetlana de Leningrad (1942 i 1966), l'Institut de Medicina de Kíiv (1944), l'Institut d'Enginyers d'Aviació Civil de Kíiv (1966), els diaris "Noticia" (1949), el "Treball" (1951), "Pravda" (1968), "L'Esport Soviètic" (1974), "La veritat d'Ucraïna" (1975), "La Cultura Soviètica" (1979), les revistes " Treballadores" (1933), "Una Jove Guardia" (1969), "Els Sindicats Soviètics" (1977), "Un Jove Comunista" (1977), "Al volant" (1978), etcètera.
Els darrers esportistes en rebre-la van ser els alpinistes Guennadi Vassílievitx Kopeika i Aleksandr Vassílievitx Xevtxenko.

## Disseny
La medalla consisteix en una roda dentada de plata amb un esmalt blanc entre els radis de la roda. Al voltant de la roda hi ha la inscripció "ПРОЕТАРИИ ВСЕХ СТАН, СОЕДИНЯЍТЕСБ!" (Proletaris de tots els Països, Uniu-vos!). Al centre de la roda hi ha un medalló amb un anell de fulles de roure amb la imatge d'una presa i un riu en esmalt. Al sobre del dic hi ha la falç i el martell. El medalló és coronat per una bandera roja d'esmalt amb les lletres daurades "C.C.C.P." A sota hi ha unes espigues de blat amb l'estrella roja en esmalt.
La primera versió, vigent fins a 1936 era de disseny molt bast. El medalló és sense esmalt, i hi apareix una carretera davant d'una ciutat sobre una muntanya. Al darrere hi ha un triangle d'esmalt vermell que apunta cap a baix, i a la punta apareix una roda dentada.
Des de 1943, la medalla se suspèn sobre un galó pentagonal blau cel amb una barra blau fosc de 3 mm a les puntes.